# Grevie (Båstad)
Grevie is een plaats in de gemeente Båstad in het Zweedse landschap Skåne en de provincie Skåne län. De plaats heeft een inwoneraantal van 769 (2005) en een oppervlakte van 112 hectare. Grevie ligt op het schiereiland Bjäre en wordt omringd door heuvels, landbouwgrond en bos. In het westen grenst het natuurreservaat Grevieåsarnas naturreservat aan het dorp. In de plaats staat de kerk Grevie kyrka. Op ongeveer zeven kilometer van de plaats ligt Båstad.

## Verkeer en vervoer
Bij de plaats loopt de Länsväg 105.
De plaats had vroeger een station aan de nog bestaande spoorlijn Göteborg - Malmö.
Båstad · Förslöv · Torekov · Grevie · Östra Karup · Västra Karup · Rammsjöstrand · Eskilstorp en Hemmeslövs gård · Kattvik · Killebäckstorp · Axelstorp